# Giuseppe Facciotto

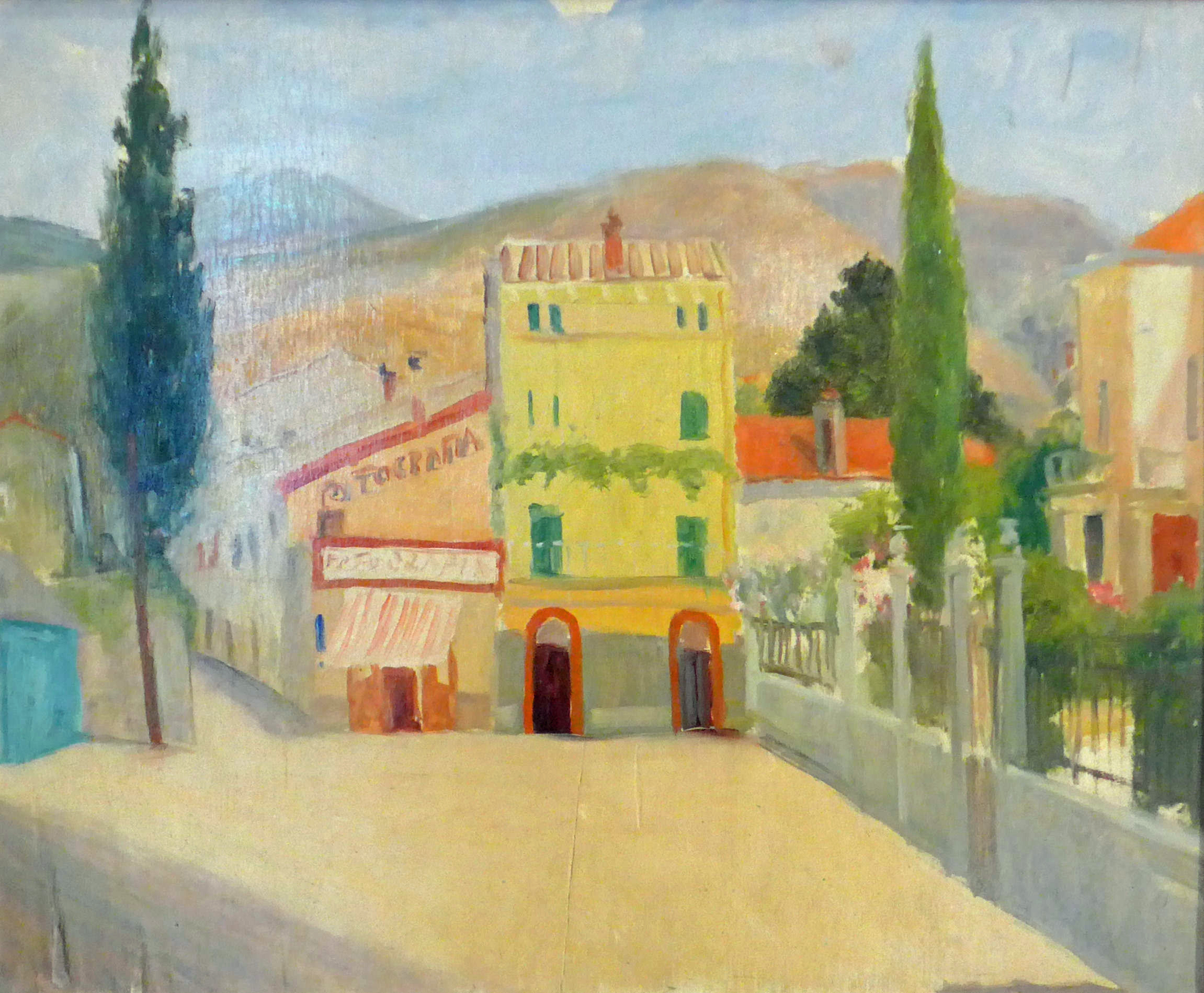
Piazzetta di Garda, Civica raccolta d'arte Medole.

 (Cavriana, 31 luglio 1904 – Mantova, 27 giugno 1945) è stato un pittore italiano.

## Biografia
Nacque a Cavriana il 31 luglio 1904. Nel 1917 si trasferì con la famiglia a Castiglione delle Stiviere dove frequentò le scuole tecniche, iniziando a dipingere sotto la guida del pittore Umberto Bignotti. Lavorò nella Congregazione di Carità locale.
Nel 1926 sposò Angela Panigalli, dalla quale ebbe due figlie Lidia e Gabriella.
Nel 1930 fu assunto quale economo dell'Ospedale Psichiatrico di Mantova.
Nel 1934 partecipò per la prima volta alla Mostra d'Arte presso Palazzo Aldegatti a Mantova con dipinti e i disegni.
Negli anni seguenti instaurò rapporti di amicizia con i “chiaristi” Marini, Mutti, Nodari, De Luigi, Lucchini, Perina, Del Bon, Birolli.
Nel 1936 partecipò alla Mostra d'Arte del Sindacato Fascista Belle Arti di Milano. 
Nel 1938 mentre si trovava a Garda frequentò assiduamente il pittore Umberto Lilloni, uno dei massimi esponenti della pittura chiarista lombarda. Per alcuni anni si trasferì a Burano dove incontrò Pio Semeghini, dal quale attingerà insegnamenti per la sua pittura. Fu amico del pittore Ugo Maccabruni.
Nel 1940 fu presente al Premio Bergamo.
Espose a Mantova nel 1941 alla Mostra sindacale degli artisti mantovani.
Nel 1942 e nel 1943 fu invitato ad esporre a Milano presso una famosa galleria.
Morì a Mantova nel 1945 per un attacco di peritonite.

## Opere
- Piazzetta di Garda, olio su tavola, Civica raccolta d'arte Medole

## Mostre postume
- 1946 e 1949 Premio Mantova e mostra retrospettiva.
- 1961 Rassegna Arti Figurative Mantovane dall'800 ad oggi a Mantova.
- 1966 Mostra Chiaristi Mantovani a Castel Goffredo.
- 1968 Rassegna dei pittori mantovani scomparsi a Mantova.
- 1979 Mostra Paesaggisti mantovani del ‘900 a Palazzo Te di Mantova.
- 1988 Itinerari gonzagheschi a Palazzo Ducale di Sabbioneta.
- 1991 I Chiaristi, Milano e l'alto Mantovano negli anni '30 a Castiglione delle Stiviere e Medole.
- 1999 Mostra I Chiaristi a Milano.